# Schismatogobius marmoratus
Schismatogobius marmoratus és una espècie de peix de la família dels gòbids i de l'ordre dels perciformes.

## Morfologia
- Els mascles poden assolir 3,4 cm de longitud total.[4][5]

## Hàbitat
És un peix d'aigua dolça, de clima tropical i demersal.

## Distribució geogràfica
Es troba al Japó, les Filipines i Indonèsia.

## Observacions
És inofensiu per als humans.